# Trichophysetis foveolatae
Trichophysetis foveolatae is een vlinder van de familie van de grasmotten (Crambidae), uit de onderfamilie van de Glaphyriinae. De wetenschappelijke naam van deze soort is voor het eerst voorgesteld door David John Lawrence Agassiz in een publicatie uit 2022.

## Verspreiding
De soort komt voor in Zuid-Afrika.

## Waardplanten
De rups leeft in de zaden van Noronhia foveolata (E.Mey.) Hong-Wa & Besnard (Oleaceae).